# Hieronymus Nützel
Hieronymus Nützel, död efter 1598, var en tysk-svensk kopparstickare under slutet av 1500-talet.
Nützel framträdde med porträttstick i Nürnberg 1584 och var några år senare anställd hos markgreven Johan Georg av Brandenburg. Från slutet av 1592 till efter 1598 var Nützel verksam i Sverige och utförde här bland annat ett stort stick över Johan III:s begravning med bild av kungen på dödsbädden samt en rad porträtt av Vasahusets medlemmar. Nützels främsta arbete är ett dekorativt och måleriskt porträtt av hertig Karl 1596. Nützel finns representerad vid bland annat Nationalmuseum i Stockholm.